# 좌우명

좌우명(座右銘)은 개인이나 단체, 국가 등에서 특별한 동기 부여를 위해 만드는 표어이다.좌우명이라는 말은 후한(後漢)의 학자 최원(崔瑗)에서 시작되었다. 자리(座)의 오른쪽(右)에 일생의 지침이 될 좋은 글을 '쇠붙이에 새겨 놓고(銘)' 생활의 거울로 삼은 데서 유래되었다.
한편 서양에서는 모토(이탈리아어: Motto, 라틴어: muttum, mutter)라고 부르는데, 주로 라틴어로 작성되지만 다른 아무 언어로도 작성될 수 있다.

## 같이 보기
- 캐치프레이즈
- 표어
- 장재의 좌우명